# Croton muscicapa
Espèce
Croton muscicapa est une espèce de plantes à fleurs du genre Croton et de la famille des Euphorbiaceae présente au Brésil (Bahia, Minas Gerais).
Il a pour synonyme :
- Oxydectes muscicapa, (Müll.Arg.) Kuntze